# Litton Cars

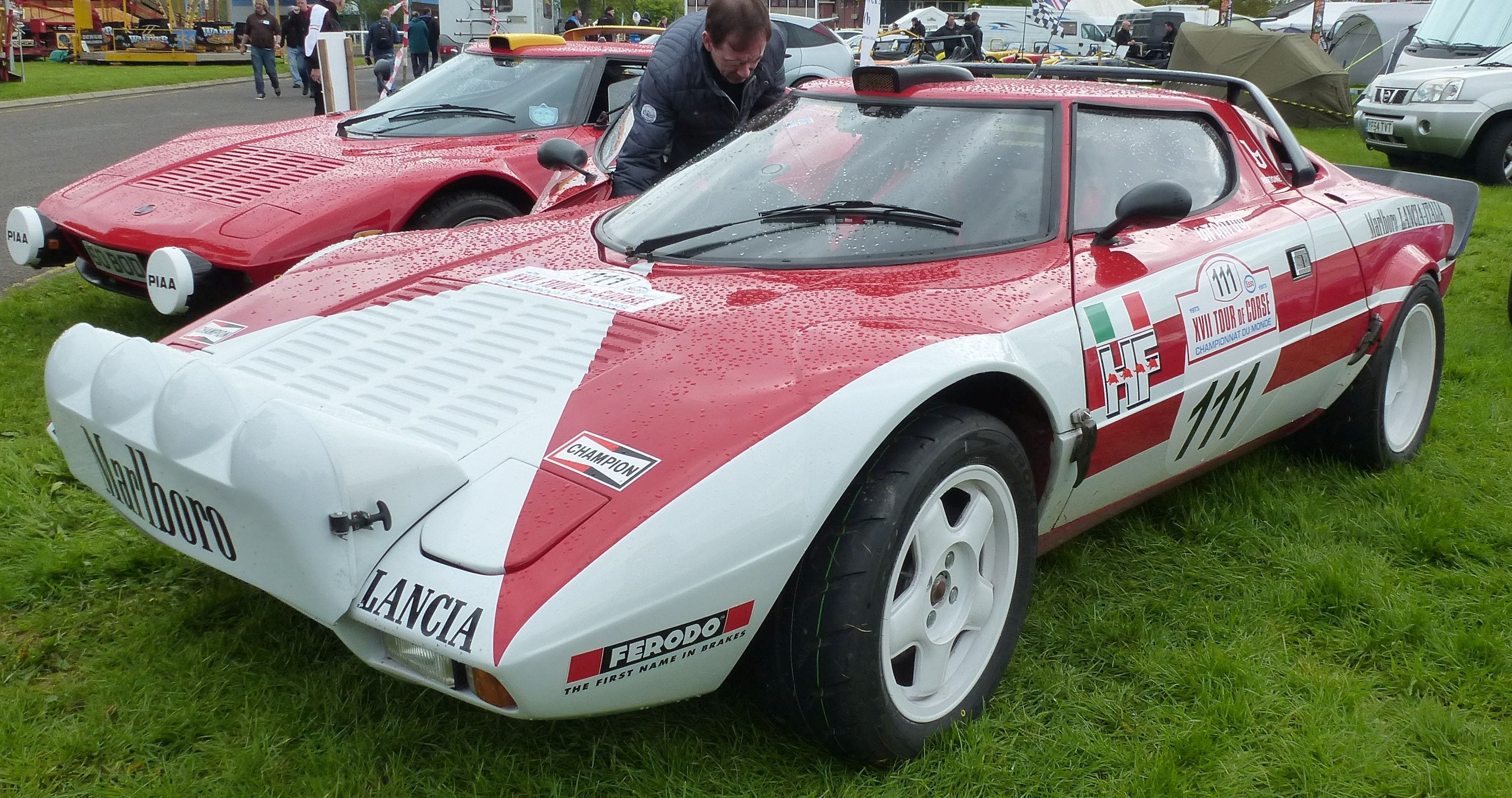
Litton Corse

Litton Cars war ein britischer Hersteller von Automobilen.

## Unternehmensgeschichte
Steve Greenwood gründete 1989 das Unternehmen in Skipton in der Grafschaft North Yorkshire. Er übernahm ein Projekt von Handmade Cars und begann mit der Produktion von Automobilen und Kits. Der Markenname lautete Litton. 1991 endete die Produktion. Insgesamt entstanden etwa 45 Exemplare. Carson Automotive Engineering aus dem gleichen Ort setzte die Produktion fort, verwendete aber den Markennamen Carson.

## Fahrzeuge
Das einzige Modell war der Nachfolger des Allora von Handmade Cars. Es war eine Nachbildung des Lancia Stratos. Die Basis bildete ein Semi-Monocoque. Viele Teile kamen vom Lancia Beta. Verschiedene Motoren von Alfa Romeo, Ferrari, Lancia, Renault, Rover und Vauxhall trieben die Fahrzeuge an.